# 더글러스 테이트

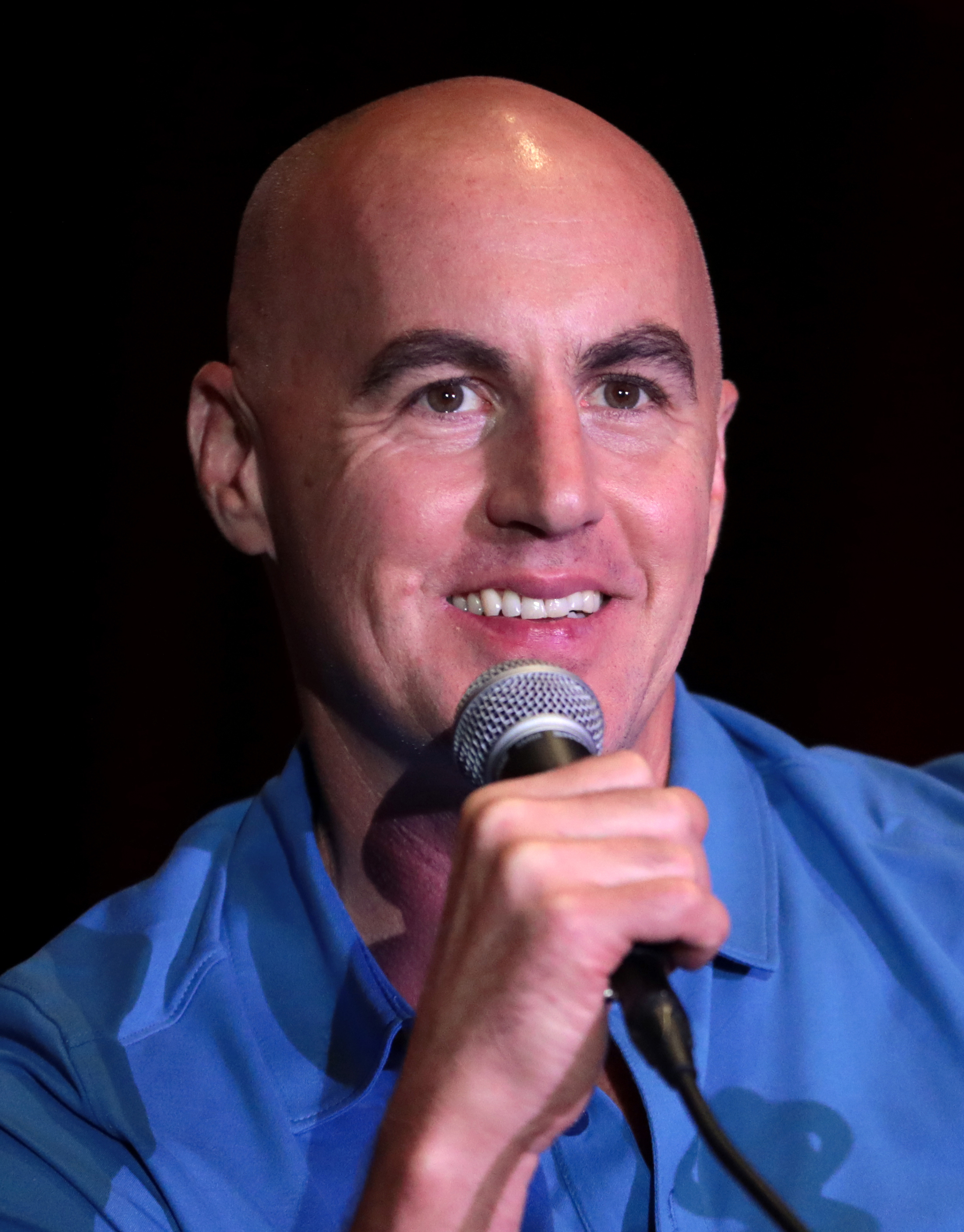

더글러스 테이트(영어: Douglas Tait, 1978년 12월 17일 ~ )은 미국의 스턴트 전문 배우이다.

## 영화
- 애나벨 집으로 (2019년)
- 더 피앙세 (2016년)
- 인디펜던스:인류 최후의 반격 (2014년)
- 마법의 제왕 (2013년)
- 구피풋 (2010년)
- 내 이름은 칸 (2010년)
- 샤도우 맨 (2009년)
- 로스트 랜드: 공룡 왕국 (2009년)
- 스타 트렉: 더 비기닝 (2009년)
- 블러드라인스 (2007년)
- 자투라 - 스페이스 어드벤쳐 (2005년) - 조곤 역